# Obszar Białystok Armii Krajowej
Obszar Białystok  (Obszar II) – jednostka organizacyjno-terytorialna Służby Zwycięstwu Polski, Związku Walki Zbrojnej i Armii Krajowej w latach 1939–1944.
Demontaż obszaru rozpoczął się w połowie grudnia 1943 r., a jego formalne rozwiązanie nastąpiło 24 marca 1944 r. Wchodzące w jego skład okręgi zaczęły funkcjonować jako okręgi samodzielne, podporządkowane bezpośrednio Komendzie Głównej AK.

## Struktura organizacyjna
Obszar Białystok został utworzony w grudniu 1939 r. i należały do niego trzy okręgi:
- Okręg Białystok Armii Krajowej
- Okręg Nowogródek Armii Krajowej
- Okręg Polesie Armii Krajowej

## Dowództwo
Funkcję komendanta Obszaru pełnili kolejno:
- gen. Mieczysław Boruta-Spiechowicz (ps. "Kopa")  - aresztowany przed objęciem stanowiska,
- ppłk Franciszek Ślęczka (ps. "Krak")
- ppłk Józef Spychalski (ps. "Maciej Samura") – aresztowany w listopadzie 1940 r.,
- płk Adam Obtułowicz (ps. "Leon", "Jan Podgórski") – aresztowany przed objęciem stanowiska,
- mjr Janusz Prawdzic-Szlaski (ps. "Prawdzic")
- kpt. Władysław Liniarski (ps. "Mścisław")
- płk Julian Filipowicz (ps. "Pobóg")
- płk Edward Godlewski (ps. "Garda", "Izabelka")

Stanowisko Szefa Sztabu Obszaru zajmowali:
- płk Marian Dorotycz-Malewicz (ps. "Topór")
- mjr Aleksander Krajnik (ps. "Drzymała")
- mjr Jan Górski (ps. "Chomik")